# 그라메
《그·라·메! -대재상의 요리사-》(일본어: グ・ラ・メ! -大宰相の料理人- グ・ラ・メ だいさいしょうのりょうりにん[*])는 원작:니시무라 미츠루·만화:오오사키 미츠루 만화 작품이다.

## 개요
《주간 코믹 번치》 (신초샤)에서, 제254호 (2006년 9월 15일호)부터 이 잡지가 간행 정지가 되는 제445호 (2010년 9월 10일호)까지 연재되었다. 전 100화. 단행본 전 13권. 또한, 2012년부터 니혼분게이샤에서 염가판 코믹으로 1부가 재간되고 있다.

## 텔레비전 드라마
《그·라·메!~총리의 요리사~》(일본어: グ・ラ・メ!〜総理の料理番〜 グ・ラ・メ そうりのりょうりばん[*])의 타이틀로, 2016년 7월 22일부터 9월 9일까지 TV 아사히 계열 〈금요 나이트 드라마〉 시간대에서 방송되었다. 주연은 고리키 아야메.

### 캐스트
- 이치키 쿠루미 - 고리키 아야메
- 코가 세이치 - 타키토 켄이치
- 키요사와 하루키 - 타카하시 잇세이
- 타치바나 유코 - 신카와 유아
- 아토 리코 - 나이토 리사
- 사쿠라이 아스카 - 마츠오 유키미
- 타무라 토모카즈 - 미야케 히로키
- 아토 이치로 - 코히나타 후미요

### 스태프
- 원작 - 《그라메》
- 각본 - 히시다 신야, 야마오카 준페이
- 음악 - 후우키 하루미
- 주제가 - 케츠메이시 〈컬러 베리에이션〉 (avex trax)
- 제너럴 프로듀서 - 우치야마 사토코 (TV 아사히)
- 프로듀서 - 나카가와 신코 (TV 아사히), 아사이 치즈 (MMJ), 진츠 츠토무 (MMJ)
- 연출 - 츠네히로 죠타 (TV 아사히), 오치아이 마사유키, 코마츠 타카시
- 제작 - TV 아사히, MMJ

### 방송 일자
| 각 화                                     | 방송일          | 부제                                   | 각본            | 연출              | 시청률 |
| ----------------------------------------- | --------------- | -------------------------------------- | --------------- | ----------------- | ------ |
| 제1화                                     | 2016년 7월 22일 | 1억 2천만…의 수프!?                    | 히시다 신야     | 츠네히로 죠타     | 7.2%   |
| 제2화                                     | 7월 29일        | 10만 명의 런치를 만드는 남자!!         | 히시다 신야     | 오치아이 마사유키 |        |
| 제3화                                     | 8월 5일         | 관저(비) 디저트vs쿠와즈기라이 구루메!! | 야마오카 준페이 | 츠네히로 죠타     |        |
| 제4화                                     | 8월 12일        | 1억 2천만의 관저(비) 카레!!            | 히시다 신야     | 코마츠 타카시     |        |
| 제5화                                     | 8월 19일        | (비)히야시츄카VS초다국적 피자          | 야마오카 준페이 | 츠네히로 죠타     |        |
| 제6화                                     | 8월 26일        | 환상 라멘은 20만의 조미료!!            | 히시다 신야     | 오치아이 마사유키 |        |
| 제7화                                     | 9월 2일         | 30분 시간 단축 구루메는 고기 대결…!!   | 야마오카 준페이 | 코마츠 타카시     |        |
| 최종화                                    | 9월 9일         | 최후…의 디너는 1억 2천만의 쇼와 구루메 | 히시다 신야     | 츠네히로 죠타     |        |
| (시청률은 칸토 지구·비디오 리서치사 조사) |                 |                                        |                 |                   |        |

| TV 아사히 금요 나이트 드라마        | TV 아사히 금요 나이트 드라마                    | TV 아사히 금요 나이트 드라마                  |
| 이전 작품                           | 작품명                                          | 다음 작품                                     |
| ----------------------------------- | ----------------------------------------------- | --------------------------------------------- |
| 불쾌한 과실 (2016.4.29 ~ 2016.6.10) | 그·라·메!~총리의 요리사~ (2016.7.22 ~ 2016.9.9) | 가정부 남자 미타조노 (2016.10.21 ~ 2016.12.9) |